# هربرت إف. ديسيمون
هربرت إف. ديسيمون (بالإنجليزية: Herbert F. DeSimone) هو محامي أمريكي، ولد في 5 سبتمبر 1929 في بروفيدنس في الولايات المتحدة، وتوفي بنفس المكان في 27 نوفمبر 2013.